# Nowożeńcy (film)
Nowożeńcy (ang. Just Married) – amerykańska komedia romantyczna z 2003 roku w reżyserii Shawna Levy’ego z udziałem Ashtona Kutchera i Brittany Murphy.
Zdjęcia do filmu kręcono na terenie USA (Los Angeles), Włoch (Wenecja, Vicenza, Dolomity, Cortina d’Ampezzo, Sand in Taufers w regionie Trydent-Górna Adyga) i Austrii (Werfen w kraju związkowym Salzburg).

## Fabuła
Film opowiada o młodym małżeństwie wybierającym się w podróż poślubną do Europy. Tam, zdarza im się wiele przykrych jak i śmiesznych wypadków. Po pewnym czasie spotykają tam Petera, byłego chłopaka Sary (Brittany Murphy), którego wysłali jej rodzice, którzy nie uznają związku i chcą doprowadzić do rozpadu małżeństwa.

## Obsada
- Ashton Kutcher jako Tom Leezak
- Brittany Murphy jako Sarah Mcnerney
- Christian Kane jako Peter Prentis
- Taran Killam jako Dickie Mcnerney
- David Rasche jako pan Mcnerney
- Monet Mazur jako Lauren
- Thad Luckinbill jako Willie Mcnerney
- David Moscow jako Kyle
- David Agranov jako Paul Mcnerney
- Raymond J. Barry jako pan Leezak
- Toshi Toda jako Yuan
- George Gaynes jako ojciec Robert
- Massimo Schina jako Fredo
- Alex Thomas jako Fred
- Laurent Alexandre jako Henri Margeaux